# Homosexualität in Nepal

Geografische Lage des Landes Nepal

Homosexualität ist in Nepal legal, ein Schutz vor Diskriminierung und ein Recht auf gleichgeschlechtliche Ehen sollen in die zukünftige Verfassung des Landes aufgenommen werden.

## Legalität
Homosexuelle Handlungen sind in Nepal seit 2007 legal. Im November 2008 entschied das höchste Gericht in Nepal, dass Diskriminierungen aufgrund der sexuellen Orientierung verboten sind. In der neuen Verfassung von Nepal ist der Schutz der sexuellen Orientierung garantiert.

## Anerkennung gleichgeschlechtlicher Paare
In Nepal ist eine gesetzliche Anerkennung gleichgeschlechtlicher Ehen seit 2008 in Vorbereitung. Zu dieser Zeit galt dort eine übergangsweise Verfassung, welche nach verschiedenen Fristverlängerungen bis zum 30. Mai 2012 gelten sollte. Mit Zustimmung der Mehrheit der nepalesischen Parteien soll die entsprechende Gesetzgebung in die zu verabschiedende neue Verfassung aufgenommen werden. Die Verabschiedung der Verfassung in Nepal scheiterte 2012. Im Herbst 2013 wurden Neuwahlen eines verfassungsgebenden Parlamentes angesetzt.
Der Supreme Court ordnete am 28. Juni 2023 eine vorläufige Ehe-Öffnung an, bis der Gesetzgeber die Forderung der Kläger umsetzt. Auch für Partnerschaften von und mit Personen dritten Geschlechtes steht nun die Ehe offen. Transmann und Transfrau können sich somit als Personen „anderen“ (englisch other) Geschlechtes, aber nicht schlicht als Mann bzw. Frau vermählen.

## Drittes Geschlecht
Im Rahmen des LGBT-Spektrums gibt es in Nepal ein sich als Meti oder in anderen Regionen als Kothi bezeichnendes drittes Geschlecht: Personen mit weiblicher Geschlechtsidentität, denen bei Geburt aber das Geschlecht „männlich“ zugewiesen wurde. Diese Transfrauen haben in Nepal seit 2007 das Recht auf einen eigenen Geschlechtseintrag in offiziellen Dokumenten (außerhalb von männlich/weiblich), werden aber in der Bevölkerung oft nur als Transvestiten angesehen.

## Gesellschaftliche Situation
In der Hauptstadt Kathmandu gibt es eine kleine homosexuelle Community. Die Organisation Blue Diamond Society setzt sich für die Rechte homosexueller Menschen im Lande ein. Die Regierung wirbt international um homosexuelle Touristen.